# Shūrābeh-ye Malek
Shūrābeh-ye Malek (persiska: شورابه ملک, سوراوا, Shūrābeh Malek) är en ort i Iran.   Den ligger i provinsen Ilam, i den västra delen av landet, 500 km väster om huvudstaden Teheran. Shūrābeh-ye Malek ligger 1 091 meter över havet och antalet invånare är 197.
Terrängen runt Shūrābeh-ye Malek är kuperad åt sydost, men åt nordväst är den platt. Shūrābeh-ye Malek ligger nere i en dal. Runt Shūrābeh-ye Malek är det ganska tätbefolkat, med 54 invånare per kvadratkilometer. Närmaste större samhälle är Eyvān, 10,3 km sydost om Shūrābeh-ye Malek. Trakten runt Shūrābeh-ye Malek består till största delen av jordbruksmark.